# Philogangidae
Philogangidae – monotypowa rodzina ważek z podrzędu równoskrzydłych (Zygoptera).

## Rozmieszczenie geograficzne
Przedstawiciele rodziny znani są z Palearktyki i krainy orientalnej.

## Systematyka
Dawniej należący tu rodzaj Philoganga zaliczany był do rodziny Amphipterygidae i podrodziny Philoganginae. Później rodzaje Philoganga i Diphlebia przeniesiono do własnej rodziny, przy czym część systematyków uważała, że właściwą nazwą tej rodziny jest Diphlebiidae, a jej rodzajem typowym jest Diphlebia. Inni natomiast uznawali Philoganga za rodzaj typowy rodziny Philogangidae. W 2013 roku opublikowane zostały wyniki analiz filogenetycznych przeprowadzonych przez Dijkstrę i współpracowników. Na ich podstawie powstał nowy system, w którym rodzina Philogangidae jest monotypowa, zawierając tylko rodzaj Philoganga, zaś rodzaj Diphlebia przeniesiono do rodziny Lestoideidae.

### Podział systematyczny
Do rodziny należy jeden rodzaj – Philoganga – z następującymi gatunkami:
- Philoganga loringae Fraser, 1927
- Philoganga montana (Hagen in Selys, 1859)
- Philoganga robusta Navás, 1936
- Philoganga vetusta Ris, 1912